# Ochlodes ochracea
Ochlodes ochracea is een vlinder uit de familie van de dikkopjes (Hesperiidae). De wetenschappelijke naam van de soort is voor het eerst geldig gepubliceerd in 1861 door Otto Vasilievich Bremer.